# ایوار اریکسن
ایوار اریکسن (انگلیسی: Ivar Eriksen؛ زادهٔ ۷ مارس ۱۹۴۲) اسکیت‌باز سرعت اهل نروژ است.